# Ansdell
Ansdell är en ort och civil parish i distriktet Fylde, i grevskapet Lancashire, i England. Orten är belägen 19 km från Preston. Civil parishen inrättades den 1 april 2025.